# 張翰 (晋)
張翰（ちょう かん、生没年不詳）は、中国の晋代の文人。字は季鷹。本貫は呉郡呉県。

## 経歴
呉の大鴻臚の張儼の子として生まれた。文章を得意とし、任官にこだわらなかったため、当時の人に「江東の歩兵（歩兵校尉だった阮籍のこと）」と称された。賀循に同行して洛陽に入り、斉王司馬冏に召し出されて大司馬東曹掾となった。秋風が立つのを見て、故郷である呉の菰（マコモ）の料理・蓴（ジュンサイ）の吸い物・鱸魚の膾のことを思い出し、「人生は心に満足を得られるのが大切なのだ。どうして数千里の異郷で官につながれて、名利や爵位を求められようか」と言い、故郷への思いを述べた「首丘の賦」（本文は現存せず）を書くと、官を捨てて故郷に帰った（蓴羹鱸膾）。まもなく司馬冏が敗れたため、人々はみな張翰が時機を見ていたと思った。
57歳で死去。生前に書かれた文筆数十篇は当時に通行した。

## 人物・逸話
- 賀循が任官を受けるため洛陽に向かった。その途中、呉の閶門に入ると、船中で琴を弾いていた。張翰は賀循と面識がなかったが、琴の音を聞きつけて語り合い、お互いを知り合って喜んだ。賀循が洛陽に行くというので、自分も用事があると嘘をついて、家人に告げずに同船して出発した。
- ある人が「きみは好き勝手に振る舞っているが、死後の名のことは考えないのか」と、張翰に訊ねた。かれは「わたしに死後の名あらしめるのは、いまこのときの一杯の酒に及ばない」と答えた。
- 張翰は同郷の顧栄と仲が良く、たびたび語り合った。
- 顧栄が亡くなって葬儀がおこなわれると、張翰は慟哭して感きわまったあまり、霊前の台上にあった顧栄遺愛の琴を取って数曲かき鳴らした。弾き終わると「顧彦先、これを褒めてくださるか」と言ってまた慟哭し、喪主に挨拶もせずに退出した[1]。
- 母が死去すると、礼の規定を超えて自らの体を損ねるほどひどく悲しんだ。

## 伝記資料
- 『晋書』巻92 列伝第62
- 『六朝詩人傳』興膳宏編（大修館書店、2000年）